# Anteromorpha rea
Anteromorpha rea är en stekelart som först beskrevs av Nixon 1933.  Anteromorpha rea ingår i släktet Anteromorpha och familjen Scelionidae. Inga underarter finns listade i Catalogue of Life.